# Chilhowie
Chilhowie és una població del Comtat de Smith a l'estat de Virgínia dels Estats Units d'Amèrica. Segons el cens del 2000 tenia 1.827 habitants.

## Demografia
Segons el cens del 2000, Chilhowie tenia 1.827 habitants, 708 habitatges, i 462 famílies. La densitat de població era de 272,4 habitants per km².
Dels 708 habitatges en un 24,7% hi vivien nens de menys de 18 anys, en un 49,2% hi vivien parelles casades, en un 11,4% dones solteres, i en un 34,7% no eren unitats familiars. En el 31,5% dels habitatges hi vivien persones soles el 15,4% de les quals corresponia a persones de 65 anys o més que vivien soles. El nombre mitjà de persones vivint en cada habitatge era de 2,22 i el nombre mitjà de persones que vivien en cada família era de 2,76.
Per edats la població es repartia de la següent manera: un 17,2% tenia menys de 18 anys, un 5,4% entre 18 i 24, un 24,2% entre 25 i 44, un 24,4% de 45 a 60 i un 28,8% 65 anys o més.
L'edat mediana era de 47 anys. Per cada 100 dones de 18 o més anys hi havia 76 homes.
La renda mediana per habitatge era de 28.266$ i la renda mediana per família de 34.375$. Els homes tenien una renda mediana de 24.306$ mentre que les dones 18.080$. La renda per capita de la població era de 16.657$. Entorn del 10,3% de les famílies i el 13,4% de la població estaven per davall del llindar de pobresa.

## Poblacions més properes
El següent diagrama mostra les poblacions més properes.